# (8206) Masayuki
(8206) Masayuki est un astéroïde de la ceinture principale.

## Description
(8206) Masayuki est un astéroïde de la ceinture principale. Il fut découvert le 27 novembre 1994 à Ōizumi par Takao Kobayashi. Il présente une orbite caractérisée par un demi-grand axe de 2,18 UA, une excentricité de 0,05 et une inclinaison de 1,5° par rapport à l'écliptique.

## Compléments